# كولن كوركري
كولن كوركري (بالإنجليزية: Colin Corkery)‏ هو لاعب كرة قدم أسترالية أيرلندي، ولد في 1971 في كورك في جمهورية أيرلندا.